# Forteresse aldobrandesque (Giglio Castello)
La Forteresse aldobrandesque (en italien : Rocca aldobrandesca), également connue sous le nom de Rocca Pisana, est un château situé à Giglio Castello, une frazione de la commune de l'Île de Giglio (province de Grosseto), en Toscane. Elle se trouve dans la partie la plus haute et la plus intérieure de l'île,.

## Histoire
La structure a été construite au début du Moyen Âge, probablement dès le Xe siècle, comme propriété de l'abbaye Tre Fontane à Rome. Au XIIe siècle, elle devint la possession de la famille Aldobrandeschi qui entreprit des travaux d'agrandissement de la structure préexistante, qui fut pleinement intégrée au florissant village de Giglio Castello et prit l'aspect fortifié caractéristique de toutes les autres forteresses aldobrandesques sous leur contrôle.
Cependant, l'île fut ensuite conquise par la république de Pise, qui fit réaliser d'autres travaux de rénovation et d'agrandissement à la fois sur la même forteresse et sur les murs d'enceinte.
Dans les premières années du XVe siècle, l'île fut conquise par la maison de Médicis et devint partie du grand-duché de Toscane, suivant désormais son sort. La forteresse fut de nouveau restructurée entre les XVIe et XVIIe siècles, après des périodes passagères de détérioration qui suivirent quelques incursions de pirates qui provoquèrent dégâts et ravages sur l'île.
D'autres travaux de réaménagement furent réalisés au cours du XVIIIe siècle, lorsque furent agrandis les bâtiments qui abritaient les quartiers des sentinelles, en plus du manoir ; en 1762, à proximité de la forteresse, fut construite la chapelle Santa Barbara, qui remplaça la chapelle noble préexistante dédiée par les Aldobrandeschi à la Sainte Trinité.
Après l'unification de l'Italie, le complexe fortifié fut temporairement transformé en structure pénitentiaire, abandonnée ensuite lors de la fermeture définitive intervenue dans la première moitié du XXe siècle. Plus tard, la forteresse fut vendue à des particuliers et transformée en complexe d'habitation.

## Description
La forteresse est située au point culminant du village et consiste en une véritable forteresse extérieure à base trapézoïdale, disposée sur plusieurs niveaux et reposant d'un côté sur une tour de guet semi-circulaire qui s'élève le long du circuit périphérique des murailles de Giglio Castello. Les structures des murs en pierre du fort reposent sur d'imposantes bases escarpées, qui confèrent à l'ensemble de la structure un aspect fortifié supplémentaire, encore amplifié par les bastions aux angles tournés vers l'extérieur du village.
À l'intérieur de la forteresse se trouvent deux bâtiments principaux, dont l'un abritait la résidence des gouverneurs et du podestat, près de laquelle se trouvait la chapelle noble, aujourd'hui perdue.
L'accès à la forteresse, surmontée d'un imposant blason des Médicis qui rappelle leur domination, se fait par la caractéristique Porta della Rocca, qui s'ouvre le long des murailles. D'autres dispositifs de sécurité étaient autrefois garantis par le pont-levis qui permet de relier l'intérieur de la zone du fort aux bâtiments d'habitation, dont la porte d'entrée principale au niveau de la mezzanine est accessible par un escalier extérieur.

## Galerie

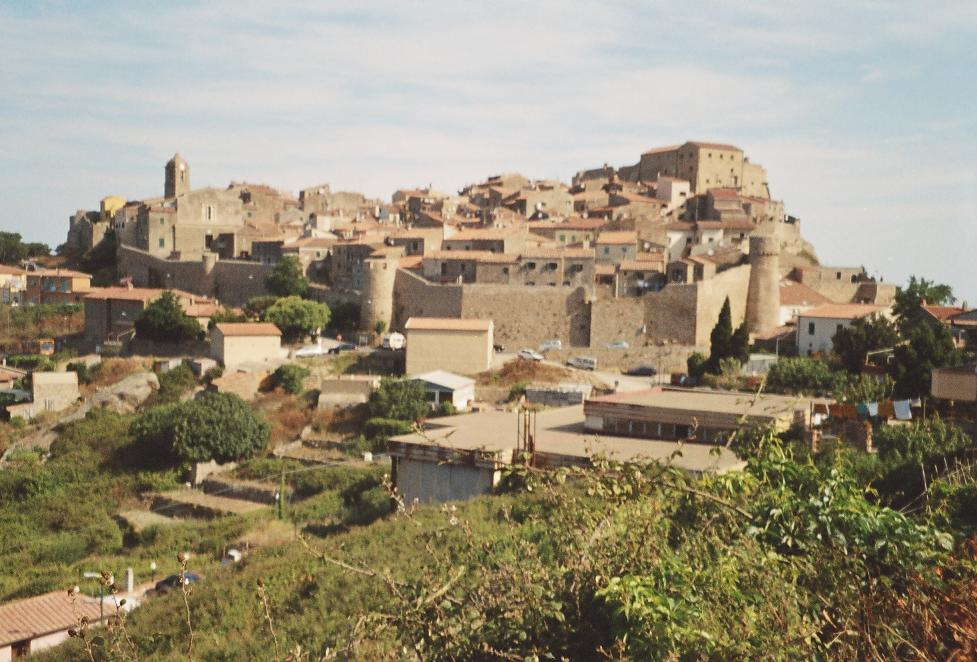
Le village de Giglio Castillo.
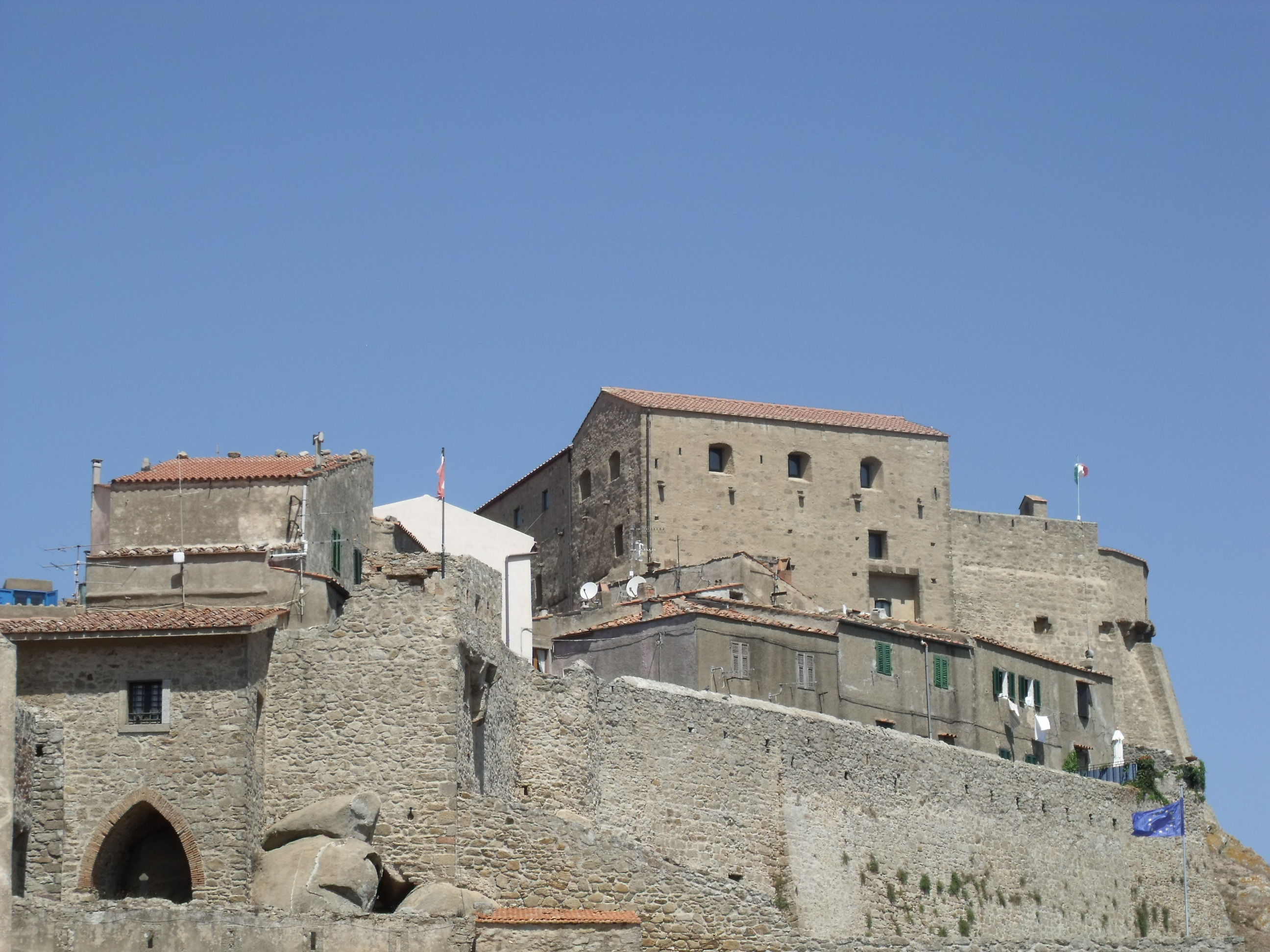
Rocca Pisana.
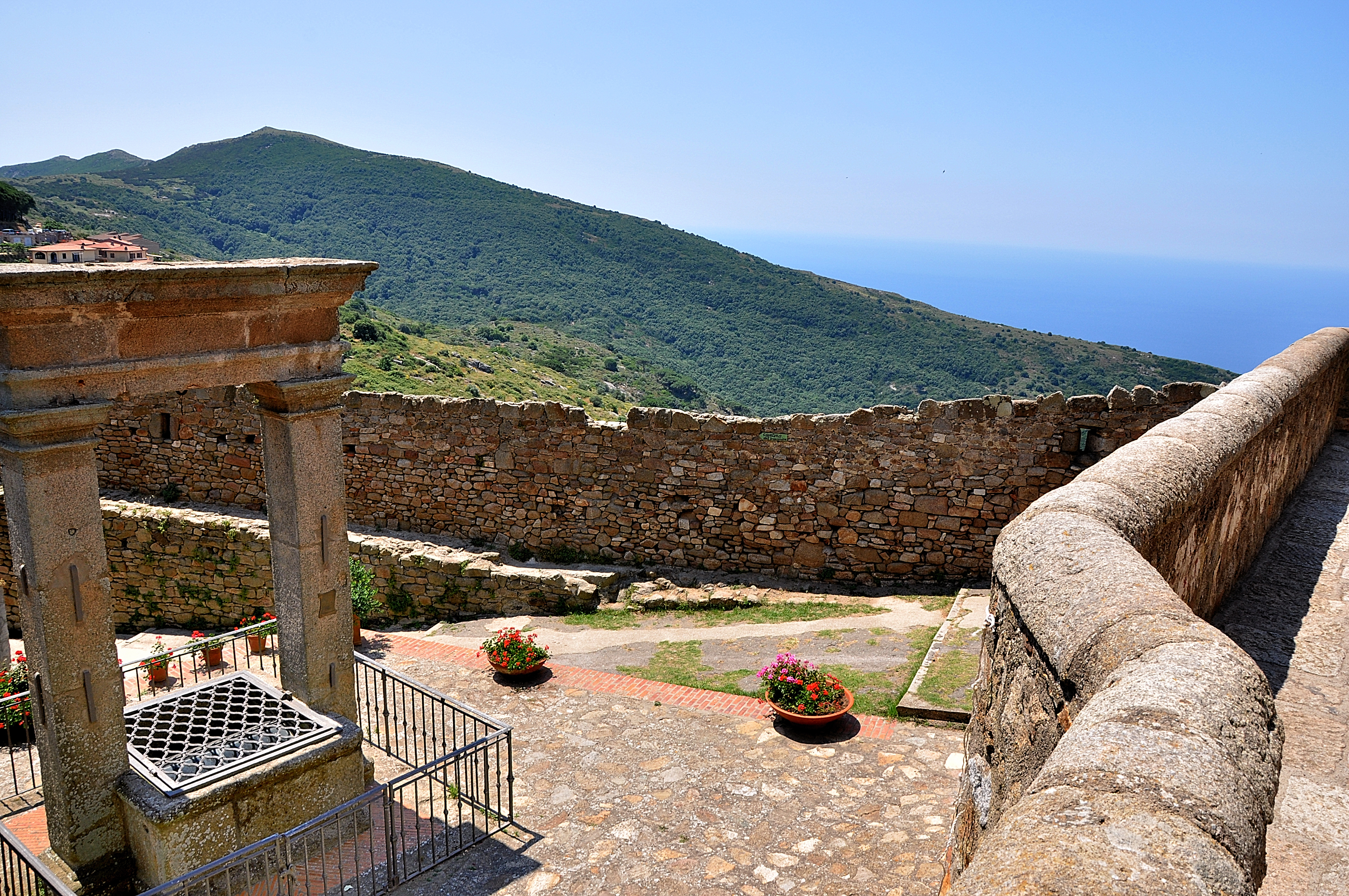
Vue d'un bastion.
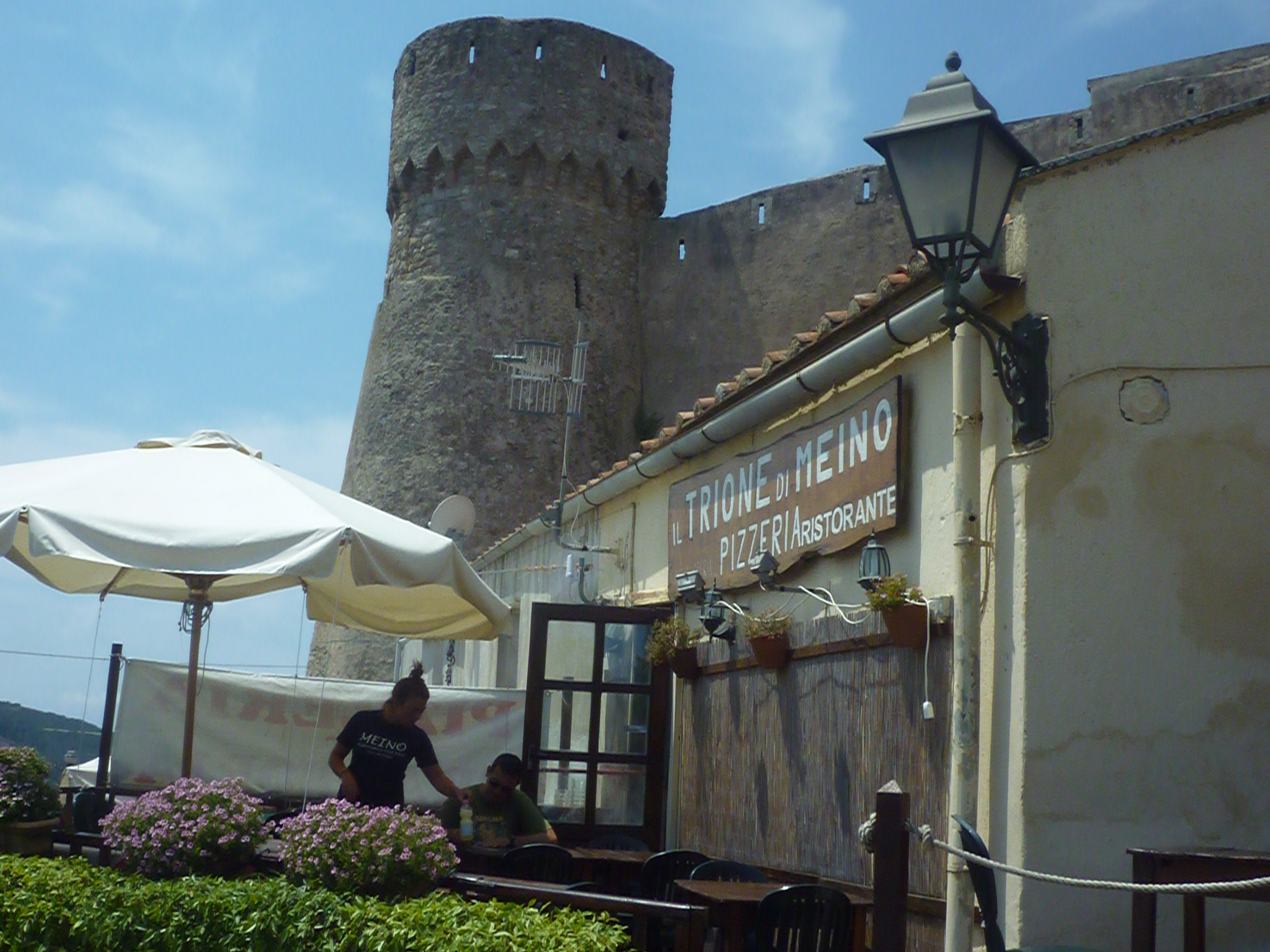
Une tour de guet.